# Panzerregiment 36
Het Panzerregiment 36 was een Duits tankregiment van de Wehrmacht tijdens de Tweede Wereldoorlog.

## Krijgsgeschiedenis

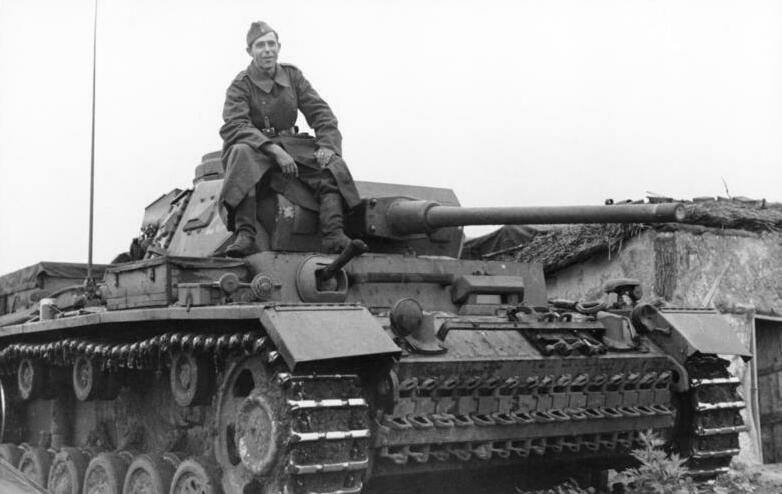
Panzer III Ausf.J van het regiment in Rusland, 1942

Panzerregiment 36 werd opgericht op 10 november 1938 in Schweinfurt in Wehrkreis XIII.
Het regiment maakte bij oprichting deel uit van de 4e Pantserdivisie en vanaf 11 november 1940 deel van de 14e Pantserdivisie en bleef dat gedurende zijn verdere bestaan. Met deze divisie ging het regiment ten onder in februari 1943 in de omsingeling rond Stalingrad.
Op 17 februari 1943 werd het regiment opnieuw opgericht in West-Frankrijk en viel opnieuw onder de (nieuwe) 16e Pantserdivisie.
Het regiment capituleerde (met de rest van de divisie) in Koerland op 9 mei 1945.

## Samenstelling bij mobilisering
- I. Abteilung met 3 compagnieën (1, 2, 4)
- II. Abteilung met 3 compagnieën (5, 6, 8)

## Wijzigingen in samenstelling
Op 4 januari 1942 werd de II. Abteilung omgedoopt naar Pz.Abt. 60 en verliet met de 1e, 6e en 8e compagnie het regiment. Daarop werd de 5e compagnie omgedoopt naar de 1e. Hierdoor bleef slechts een Abteilung over. Met 4 compagnieën.

Op 2 juni 1942 werd III./Pz.Rgt. 7 van de 10e Pantserdivisie overgenomen en omgedoopt tot III./Pz.Rgt. 36. Op dat moment werd ook het regiment weer omgevormd tot drie Abteilungen.

Op 16 oktober 1942 werd de III. Abteilung weer opgeheven en de beide lichte compagnieën werden over de andere Abteilungen verdeeld. De rest van III. Abteilung werd gebruikt om Panzer-verband 700 op te richten.

Bij heroprichting in februari 1943 kreeg het regiment 2 Abteilungen en op 25 april 1943 werd er een III. Abteilung aan toegevoegd. Op 12 juli 1943 werd de I. Abteilung naar een Panther-Abteilung omgevormd en op 24 juli werd de III. Abteilung omgevormd in een Sturmgeschütz-Abteilung.

In november 1944 werd de II. Abteilung opgeheven.

## Opmerkingen over schrijfwijze
- Abteilung is in dit geval in het Nederlands een tankbataljon.
- II./Pz.Rgt. 36 = het 2e Tankbataljon van Panzerregiment 36

## Commandanten
| Rang                                         | Naam                  | Begin            | Eind             |
| -------------------------------------------- | --------------------- | ---------------- | ---------------- |
| Oberstleutnant Oberst (vanaf 1 januari 1939) | Hermann Breith        | 10 november 1938 | 15 februari 1940 |
| Oberst                                       | Curt von Jesser       | 15 februari 1940 | 25 april 1942    |
| Oberstleutnant                               | Willy Langkeit        | 1 september 1942 | 1 maart 1944     |
| Major                                        | Karl-Theodor Molinari | 1944             |                  |
| Oberstleutnant                               | Bernhard Sauvant      | 1944             |                  |

Panzerregiment 1 · Panzerregiment 2 · Panzerregiment 3 · Panzerregiment 4 · Panzerregiment 5 · Panzerregiment 6 · Panzerregiment 7 · Panzerregiment 8 · Panzerregiment 9 · Panzerregiment 10 · Panzerregiment 11 · Panzerregiment 15 · Panzerregiment 16 · Panzerregiment 17 · Panzerregiment 18 · Panzerregiment 21 · Panzerregiment 22 · Panzerregiment 23 · Panzerregiment 24 · Panzerregiment 25 · Panzerregiment 26 · Panzerregiment 27 · Panzerregiment 28 · Panzerregiment 29 · Panzerregiment 31 · Panzerregiment 33  · Panzerregiment 35 · Panzerregiment 36 · Panzerregiment 39 · Panzerregiment 69 · Panzerregiment 80 · Panzerregiment 100 · Panzerregiment 101 · Panzerregiment 102 · Panzerregiment 116 · Panzerregiment 118 · Panzer-Lehr-Regiment 130 · Panzerregiment 201 · Panzerregiment 202 · Panzerregiment 203 · Panzerregiment 204 · Schweres Panzer-Regiment Bäke · Panzerregiment Brandenburg · Panzerregiment Coburg · Panzerregiment Feldherrnhalle · Panzerregiment Feldherrnhalle 2 · Panzerregiment Hermann Göring · Panzerregiment Großdeutschland · Panzerregiment Kurmark · Panzerregiment von Lauchert · Panzerregiment Major Rettemeier · Fallschirm-Panzerregiment 1 · Fallschirm-Panzerregiment 21 · SS-Panzerregiment 1 LSSAH · SS-Panzerregiment 2 · SS-Panzerregiment 3 · SS-Panzerregiment 5 · SS-Panzerregiment 9 · SS-Panzerregiment 10 · SS-Panzerregiment 11 · SS-Panzerregiment 12